# West Rounton
West Rounton is een  civil parish in het bestuurlijke gebied Hambleton, in het Engelse graafschap North Yorkshire.